# The Life of a Showgirl
The Life of a Showgirl là album phòng thu thứ mười hai của ca sĩ kiêm nhạc sĩ sáng tác bài hát người Mỹ Taylor Swift sẽ được Republic Records phát hành vào ngày 3 tháng 10 năm 2025. Swift sáng tác album trong quá trình tổ chức các buổi diễn tại châu Âu của chuyến lưu diễn The Eras Tour vào năm 2024, và sản xuất album cùng với Max Martin và Shellback. The Life of a Showgirl bao gồm 12 bài hát, trong đó, bài hát chủ đề có sự góp mặt của Sabrina Carpenter.

## Bối cảnh
Taylor Swift phát hành album phòng thu thứ mười một của mình, The Tortured Poets Department, vào ngày 19 tháng 4 năm 2024. Ra đời trong một giai đoạn mà cả sự nghiệp và đời tư Swift đều nhận được rất nhiều sự chú ý khi chuyến lưu diễn The Eras Tour đang diễn ra, The Tortured Poets Department đã trở thành album bán chạy nhất thế giới của năm 2024. Cô đã bổ sung một số bài hát trong album vào danh sách các màn biểu diễn của chuyến lưu diễn trong các buổi diễn tại châu Âu và Bắc Mỹ từ tháng 5 đến tháng 12 năm 2024. Chuyến lưu diễn đã tạo ra sức ảnh hưởng lớn về văn hóa và kinh tế xã hội, đồng thời là chuyến lưu diễn có doanh thu cao nhất mọi thời đại.
Sau khi phát hành bốn album tái thu âm từ năm 2021 đến năm 2023 do những tranh chấp về quyền sở hữu tác phẩm với hãng đĩa cũ Big Machine, Swift công bố qua một bức thư trên trang web của mình vào ngày 30 tháng 5 năm 2025 rằng cô đã mua lại quyền sở hữu tác phẩm đối với sáu album phòng thu đầu tiên của mình. Ngày 15 tháng 7, tạp chí Hits đưa tin rằng ngành công nghiệp âm nhạc đang "rúng động trước tin tức về một album mới của Taylor Swift", trước khi gỡ bỏ thông tin này chỉ hai giờ sau đó.

## Quảng bá
Vào ngày 11 tháng 8 năm 2025, New Heights, một podcast thể thao lên sóng hàng tuần được dẫn chương trình bởi hai anh em Travis (bạn trai của Swift và cầu thủ của đội tuyển Kansas City Chiefs) và Jason Kelce, đăng tải một hình ảnh quảng bá cho tập tiếp theo của chương trình, trong đó hình bóng của Swift. Đội ngũ marketing của Swift, Taylor Nation, chia sẻ 12 hình ảnh chụp Swift trong trang phục màu vàng cam khi đang biểu diễn trong The Eras Tour cùng với một dòng ghi chú có nội dung ám chỉ đến "kỷ nguyên tiếp theo" của cô. Sau đó, một đồng hồ đếm ngược đến 12:12 sáng ET (UTC−04:00) ngày 12 tháng 8 trên màu nền vàng cam xuất hiện trên trang web của Swift.. Ngay sau đó, New Heights đăng tải một trích đoạn ngắn của tập sắp tới của chương trình, trong đó Swift xuất hiện với tư cách khách mời đặc biệt. Khi thời gian đếm ngược kết thúc, trang web của Swift hiển thị tựa đề của album phòng thu thứ mười hai của cô, The Life of a Showgirl, đồng thời cho phép người truy cập đặt trước các phiên bản đĩa than, băng cassette và đĩa CD của album. Trong một trích đoạn thứ hai từ tập tiếp theo của New Heights, Swift xác nhận tiêu đề của album trong khi đang cầm trên tay bìa album đã được làm mờ.
Một danh sách phát Spotify được tạo bởi Swift có tiêu đề "And, baby, that's show business for you" được quảng bá trên các biển hiệu ở Thành phố New York và Nashville, Tennessee. Danh sách phát bao gồm 22 bài hát được sản xuất bởi Max Martin và Shellback từ các album của cô. Trên Google, kết quả tìm kiếm cho từ khóa "Taylor Swift" được hiển thị cùng với hiệu ứng pháo giấy màu vàng cam, một emoji trái tim rực lửa và tiêu đề của danh sách phát Spotify. Ngày 13 tháng 8, Swift tiết lộ bìa và danh sách bài hát của album trên New Heights, cũng như việc album sẽ được phát hành vào ngày 3 tháng 10. Trang web của cô cũng hiển thị bốn phiên bản CD đặc biệt của album mà người truy cập có thể đặt trước. Mỗi phiên bản đều có một tiêu đề và màu sắc chủ đạo riêng: "Sweat and Vanilla Perfume" (vàng cam), "It's Frightening" (đỏ thẫm), "It's Rapturous" (tím hoa cà) và "It's Beautiful" (trắng). Các nhà bình luận nhận định rằng việc công bố album trên podcast của Kelce là một nước đi chưa từng có tiền lệ đối với Swift mà qua đó cô có thể thu hút sự chú ý khổng lồ từ lĩnh vực của cả hai người.

## Sản xuất
Swift sản xuất album cùng với Martin và Shellback, hai nhà sản xuất từng cộng tác với Swift trong các album Red (2012), 1989 (2014) và Reputation (2017) của cô. Cô cho biết dự án này bắt đầu sau một cuộc thảo luận giữa cô và Martin trong thời gian chuyến lưu diễn The Eras Tour đang được tổ chức tại Stockholm vào tháng 5 năm 2024, và rằng cô đã thu âm cho album tại Thụy Điển trong thời gian giữa các buổi diễn tại châu Âu của chuyển lưu diễn trong nhiều tháng sau đó. Theo lời Swift, album có nội dung về những điều cô đã trải qua và cảm nhận được sau hậu trường của chuyến lưu diễn. Theo lời Swift, album sẽ không được bổ sung thêm bài hát nào bởi cô muốn album thứ mười hai của mình có đúng mười hai bài hát, đồng thời là "một album tập trung vào chất lượng và chủ đề" mà trong đó, "mọi thứ ăn khớp với nhau như những mảnh ghép hoàn hảo." Cô cũng cho biết một trong các mục tiêu của cô là tạo ra những giai điệu "bắt tai", trái ngược với tính chất chú trọng vào ca từ của các album trước.

## Định hướng thẩm mỹ
Bìa của album được chụp bởi Mert và Marcus, bộ đôi nhiếp ảnh gia từng cộng tác với Swift trong album phòng thu thứ sáu của cô, Reputation. Trong đó, Swift mặc một bộ trang phục làm bằng các viên ngọc. Cơ thể cô, trừ mặt và hai bàn tay, ở trạng thái chìm trong nước. Swift giải thích rằng bìa album khắc họa những khoảnh khắc hậu trường của chuyến lưu diễn The Eras Tour, trong đó có việc mỗi buổi diễn đều kết thúc bằng việc cô ngâm mình trong bồn tắm. Bìa album đã được so sánh với bức tranh Ophelia của họa sĩ người Anh John Everett Millais, đặc biệt là khi nhân vật chủ đề của tranh cũng được nhắc đến trong tiêu đề của bài hát đầu tiên, "The Fate of Ophelia".

## Ảnh hưởng
Để chào đón việc album được công bố, một số tòa nhà như tòa nhà Empire State đã được thắp sáng trong màu vàng cam. Nhiều thương hiệu, trong đó có M&M's, Crumbl Cookies, Burger King, Dunkin' Donuts, American Airlines và United Airlines, cũng đăng tải những hình ảnh và meme sử dụng màu vàng cam lấp lánh lên mạng xã hội. Khi được công chiếu trên YouTube, tập của podcast New Heights có sự xuất hiện của Swift thu hút 1,3 triệu người xem trực tiếp và phá kỷ lục sự kiện công chiếu trên YouTube được nhiều người theo dõi nhất đối với một podcast. Theo tờ The Hollywood Reporter, trong vòng chưa đến 24 giờ, tập này đã đạt hơn 10 triệu lượt xem trên YouTube và trở thành tập có nhiều lượt xem nhất từ trước đến nay của chương trình. Theo Spotify, lượng thính giả mới của New Heights đã tăng 3.000%, trong đó lượng thính giả nữ giới tăng 618%.

## Danh sách bài hát
Danh sách bài hát được lấy từ cửa hàng trên trang web chính thức của Swift. Tất cả các bài hát được sản xuất bởi Swift, Martin và Shellback.
| Danh sách bài hát của The Life of a Showgirl | Danh sách bài hát của The Life of a Showgirl             | Danh sách bài hát của The Life of a Showgirl |
| STT                                          | Nhan đề                                                  | Thời lượng                                   |
| -------------------------------------------- | -------------------------------------------------------- | -------------------------------------------- |
| 1.                                           | "The Fate of Ophelia"                                    |                                              |
| 2.                                           | "Elizabeth Taylor"                                       |                                              |
| 3.                                           | "Opalite"                                                |                                              |
| 4.                                           | "Father Figure"                                          |                                              |
| 5.                                           | "Eldest Daughter"                                        |                                              |
| 6.                                           | "Ruin the Friendship"                                    |                                              |
| 7.                                           | "Actually Romantic"                                      |                                              |
| 8.                                           | "Wi$h Li$t"                                              |                                              |
| 9.                                           | "Wood"                                                   |                                              |
| 10.                                          | "CANCELLED!"                                             |                                              |
| 11.                                          | "Honey"                                                  |                                              |
| 12.                                          | "The Life of a Showgirl" (hợp tác với Sabrina Carpenter) |                                              |

## Đội ngũ thực hiện
- Taylor Swift – giọng hát, nhà sản xuất
- Max Martin – nhà sản xuất
- Shellback – nhà sản xuất
- Sabrina Carpenter – nghệ sĩ khách mời (12)
- Mert và Marcus – nhiếp ảnh[42]

## Lịch sử phát hành
| Ngày phát hành ban đầu | Định dạng            | Hãng đĩa | Chú thích |
| ---------------------- | -------------------- | -------- | --------- |
| 3 tháng 10 năm 2025    | CD cassette đĩa than | Republic | [ 43 ]    |